# 6-й Одесский международный кинофестиваль
6-й Одесский международный кинофестиваль проходил с 10 по 18 июля 2015 года в Одессе, Украина. Среди почетных гостей ОМКФ были директор Каннского кинофестиваля француз Тьери Фремо и ирландский режиссер Джим Шеридан. Фестиваль открылся фильмом «Реальность» французского режиссера Квентина Дюпье,, а закрылся фильмом «Ан» японского режиссера Наоми Кавасэ

«Проводить фестиваль нам год от года становится и проще, и сложнее одновременно. Проще, потому что высокое реноме фестиваля начинает работать на нас, а сложнее — потому что страна переживает военный, экономический и культурный кризис. Но у нас нет сомнений: культурные события такого масштаба как ОМКФ должны быть, и не может быть никаких оправданий для пренебрежения культурным сектором. Потому что государство, которое не поддерживает культуру, так же обречено, как и государство, которое не развивает свою экономику.»— Президент Одесского международного кинофестиваля Виктория Тигипко
Также в рамках 6-го Одесского международного кинофестиваля Европейская киноакадемия присвоила Потемкинской лестнице статус «Сокровище европейской кинокультуры».
14 июля прошел «Digital Media Day», посвященный влиянию современных информационных технологий на кинематограф. А 12 июля — благотворительный «Charity Weekend», созданный Марией Ефросининой совместно с фондом «Твоя опора», который впервые состоялся в Одессе в рамках 6-го Одесского международного кинофестиваля.

## Жюри

### Жюри Международной конкурсной программы
- Жанн Лабрюн глава жюри
- Дариуш Яблонский
- Срджан Драгоевич
- Сергей Буковский
- Шарунас Бартас

### Жюри Национальной конкурсной программы
- Елена Ершова
- Лоранс Эрцберг
- Алексей Федорченко
- Ричард Кук

### Жюри FIPRESCI
- Сериз Говард
- Ингрид Беербаум
- Александр Гусев

## Международная конкурсная программа
- «Captum» 2015  Украина реж. Анатолий Матешко
- «Е.» («H.») 2014  США Аргентина реж. Рания Аттие, Даниэль Гарсиа
- «Ангелы революции» 2014 Россия реж. Алексей Федорченко
- «Астрагал» («L’Astragale» 2015  Франция реж. Брижит Си
- «Атомное сердце» («مادر قلب اتمی») 2015  Иран реж. Али Агмадзаде
- «Бридженд» («Bridgend») 2015  Дания реж. Йеппе Ронде
- «Зенит» («Zvizdan») 2015  Хорватия Словения Сербия реж. Далибор Матанич
- «Человек в стене» («האיש שבקיר») 2015  Израиль реж. Евгений Руман
- «Мустанг» («Mustang»)2015 Франция Германия Турция Катар реж. Дениз Гамзе Эргювен
- «Объятия змея» («El abrazo de la serpiente») 2015  Колумбия Венесуэла Аргентина реж. Сиро Герра
- «Песнь песней» («Пісня пісень») 2015  Украина реж. Ева Нейман
- «Просто Джим» («Just Jim») 2015  Великобритания реж. Крейг Робертс

## Национальнаяконкурсная программа

### Национальнаяконкурсная программа: Полный метр
- «Captum» («Полон») 2015 реж. Анатолий Матешко
- «Вагрич и Чёрный квадрат» («Вагріч та Чорний квадрат») 2015  США Украина реж. Андрей Загданский
- «Диббук. История странствующих душ» («Dybuk. Rzecz o wędrówce dusz») 2015  Польша Украина Швеция реж. Кшиштоф Копчински
- «Живая ватра» («Жива ватра») 2014 реж. Остап Костюк
- «Песнь песней» («Пісня пісень») 2015 реж. Ева Нейман
- «Полет золотой мушки» («Політ золотої мушки») 2014 реж. Иван Кравчишин

### Национальнаяконкурсная программа: Короткий метр
- «Лебедь» («Swan») 2014 реж. Александр Даниленко
- «Белые слоны» 2015 реж. Яна Антонец
- «Барамошкин» («Барамошкін») 2015 реж. Гаянэ Джагинян, Мишель Ладес
- «Бессонница» 2014  Бельгия Украина реж. Максим Мадонов
- «Больничка» («Больнічка») 2015 реж. Оксана Казьмина
- «Поодаль» («Віддалік») 2014 реж. Катерина Горностай
- «Вес» («Вага») 2015 реж. Юрий Шилов
- «Давай не сегодня» («Давай не сьогодні») 2014 реж. Христина Сиволап
- «Жёны войны» 2014 реж. Олеся Орлова
- «Жилец» 2015 реж. Анастасия Матешко
- «Погружение» 2015 реж. Александр Зирянов
- «Остановка»(«Зупинка») 2015 реж. Костантин Петрушенко
- «Карусель» 2015 реж. Никон Романченко
- «Напрокат» 2015 реж. Сергей Сторожев
- «Улитки» («Равлики») 2014 реж. Марина Врода
- «Сын» («Син») 2015 реж. Филипп Сотниченко
- «Стена» («Стіна») 2014 реж. Михаил Москаленко
- «Мужская работа» 2015  Украина Австрия реж. Марина Степанская

## Внеконкурсные программы

### Одесса в огне: оккупация/освобождение
- «Буковина — земля украинская» («Буковина — земля українська») 1939 СССР реж. Александр Довженко, Юлия Солнцева
- «Одесса» («Odessa») 2014  Румыния Германия Украина реж. Флорин Иепан
- «Одесса» («Odessa») 1935  СССР Франция реж. Жан Лодс
- «Одесса в огне» («Odessa in fiamme») 1942  Италия реж. Кармине Галлоне
- «Одесские каникулы» 1965  СССР реж. Юрий Петров
- «Жажда» 1959  СССР реж. Евгений Ташков
- «Мальчишку звали Капитаном» 1973  СССР реж. Марк Толмачёв

### Гала-премьеры
- «Бёрдмэн» («Birdman») 2014  США реж. Алехандро Гонсалес Иньярриту
- «Моя мама» 2015  Италия Франция реж. Нанни Моретти
- «Дневник девочки-подростка» («Diary of a Teenage Girl»)  США реж. Мариэль Хеллер

### ОМКФ — детям: совместно с Чилдрен Кинофестом
- «Феликс» («Felix») 2013  ЮАР реж. Роберто Дюран
- «Мальчик и мир» («O Menino e o Mundo») 2013  Бразилия реж. Але Абреу

#### Лучшее из украинской анимации
- «Четыре неразлучных таракана и сверчок»  СССР реж. Владимир Гончаров
- «Шёл трамвай девятый номер» 2002  Украина реж. Степан Коваль
- «Капитошка» 1980  СССР реж. Борис Храневич
- «Халабудка» 2014  Украина реж. Манук Депоян
- «Как казаки в футбол играли» 1970  СССР реж. Владимир Дахно
- «Как Петя Пяточкин слоников считал» («Як Петрик П’яточкін слоників рахував») 1984  СССР реж. Александр Викен

#### НевероятныйБастер Китон
- «Одна неделя» («One Week») 1920  США реж. Бастер Китон,Эдвард Ф. Клайн
- «Полицейские» («Cops») 1922  США реж. Бастер Китон,Эдвард Ф. Клайн
- «Лодка» («The Boat») 1921  США реж. Бастер Китон, Эдвард Ф. Клайн

### Фестиваль фестивалей
- «Белые ночи почтальона Алексея Тряпицына» 2014  Россия реж. Андрей Кончаловский
- «Виктория» («Victoria») 2015  Германия реж. Себастиан Шиппер
- «Лобстер» («The Lobster»)  Ирландия Великобритания Греция Франция Нидерланды реж. Йоргос Лантимос
- «Под электрическими облаками» 2015  Украина Россия Польша реж. Алексей Герман
- «Русский дятел» («The Russian Woodpecker») 2015  США Украина Великобритания реж. Чед Гарсиа
- «Сивас» («Sivas») 2014  Турция Германия реж. Каан Мюждеджи
- «Сын Саула» («Saul fia») 2015  Венгрия реж. Ласло Немеш
- «Тело» («Ciało») 2015  Польша реж. Малгожата Шумовска
- «Такси» («تاکسی») 2015  Иран реж. Джафар Панахи
- «Волшебная девочка» («Magical Girl») 2014  Испания Франция реж. Карлос Вермут

### Путь к Свободе
- «Кино: Общее дело» («Cinema: A Public Affair») 2015  Германия реж. Тетяна Брандруп
- «Киев/Москва, часть 2» 2015  Россия Украина реж. Елена Хорева
- «Крым» («Къырым») 2015  Украина ОАЭ реж. Ксения Джорно
- «Под боковым ветром» («Risttuules») 2014  Эстония реж. Мартти Гелде
- «Перламутровая пуговица» («El botón de nácar») 2015  Чили Франция Испания реж. Патрисио Гусман
- «Тыл» 2015  Украина реж. Егор Трояновский
- «Украинский аргумент» 2014  Украина реж. Сергей Маслобойщиков
- «Почему я?» («De ce eu?») 2015  Румыния Болгария Венгрия реж. Тудор Джурджу

### РетроспективаДжима Шеридана
- «Во имя отца» «In the Name of the Father» 1993  Ирландия Великобритания США
- «В Америке» «In America» 2002  Ирландия Великобритания
- «Моя левая нога» «My Left Foot» 1989  Ирландия Великобритания
- «Поле» «The Field» 1990  Ирландия

### Специальные показы
- «Люмьер!» («Lumière!») 1895  Франция реж. Луи Люмьер
- «Одесса» («Odessa») 2014  Румыния Германия Украина реж. Флорин Иепан
- «Под электрическими облаками» 2015  Украина Россия Польша реж. Алексей Герман

### Особенные события кіно_live
«Человек с киноаппаратом» 1929  СССР реж. Дзига Вертов

## Победители
- Золотой Дюк за вклад в киноискусство: Майкл Найман
- Золотой Дюк за вклад в киноискусство: Даррен Аронофски
- Гран-при Золотой Дюк (по результатам зрительского голосования): «Мустанг» («Mustang»)2015 Франция Германия Турция Катар реж. Дениз Гамзе Эргювен
- Лучший фильм: «Песнь песней» («Пісня пісень») 2015  Украина реж. Ева Нейман
- Лучший режиссер: Дениз Гамзе Эргювен за фильм «Мустанг» («Mustang») 2015  Франция Германия Турция Катар реж. Дениз Гамзе Эргювен
- Лучшая актерская работа: Тамар Алкан за роль в фильме «Человек в стене» («האיש שבקיר») 2015  Израиль реж. Евгений Руман
- Специальное упоминание жюри Международной конкурсной программы: «Ангелы революции» 2014  Россия реж. Алексей Федорченко
- Специальное упоминание жюри Международной конкурсной программы: «Объятия змея» («El abrazo de la serpiente») 2015  Колумбия Венесуэла Аргентина реж. Сиро Герра
- Золотой Дюк за Лучший украинский полнометражный фильм: «Песнь песней» («Пісня пісень») 2015  Украина реж. Ева Нейман
- Дюк за Лучший украинский короткометражный фильм: «Мужская работа» 2015  Украина Австрия реж. Марина Степанская
- Приз за Лучшую актерскую работу Национальной конкурсной программы: Виктория Миронюк и Андрей Палатный за роли в фильме «Поодаль» («Віддалік») 2014 реж. Катерина Горностай
- Специальный диплом жюри Национальной конкурсной программы: «Живая ватра» («Жива ватра») 2014  Украина реж. Остап Костюк
- Специальный диплом жюри Национальной конкурсной программы: «Стена» («Стіна») 2014 реж. Михаил Москаленко
- Приз от компании UDP за Лучший проект украинского фильма, представленний на ПИТЧИНГЕ (50 тыс. гривен): «Танк» реж. Максим Ксенда, продюсер Максим Сердюк
- Приз Международной федерации кинопрессы (FIPRESCI) Лучшему украинскому полнометражному фильму: «Диббук. История странствующих душ» («Dybuk. Rzecz o wędrówce dusz») 2015  Польша Украина Швеция реж. Кшиштоф Копчински
- Приз Международной федерации кинопрессы (FIPRESCI) Лучшему украинскому короткометражному фильму: «Сын» («Син») 2015 реж. Филипп Сотниченко
- Приз от официального авиаперевозчика фестиваля Международных Авиалиний Украины лучшему проекту WORK IN PROGRESS (сертификат на сумму 3 тыс. долларов для совершения перелетов рейсами авиакомпании МАУ): «Бранцы» реж. Владимир Тихий